# Beissat
Beissat ist eine Gemeinde im Zentralmassiv in Frankreich. Sie gehört zur Region Nouvelle-Aquitaine, zum Département Creuse, zum Arrondissement Aubusson und zum Kanton Auzances.

## Geografie
Die Gemeinde liegt im Regionalen Naturpark Millevaches en Limousin. Sie grenzt im Norden an Magnat-l’Étrange, im Osten an Malleret, im Süden an Saint-Oradoux-de-Chirouze und im Westen an La Courtine. Der Fluss Rozeille speist einen kleinen Stausee, der in den Gemarkungen von Beissat und Magnat-l’Étrange liegt.

## Bevölkerungsentwicklung

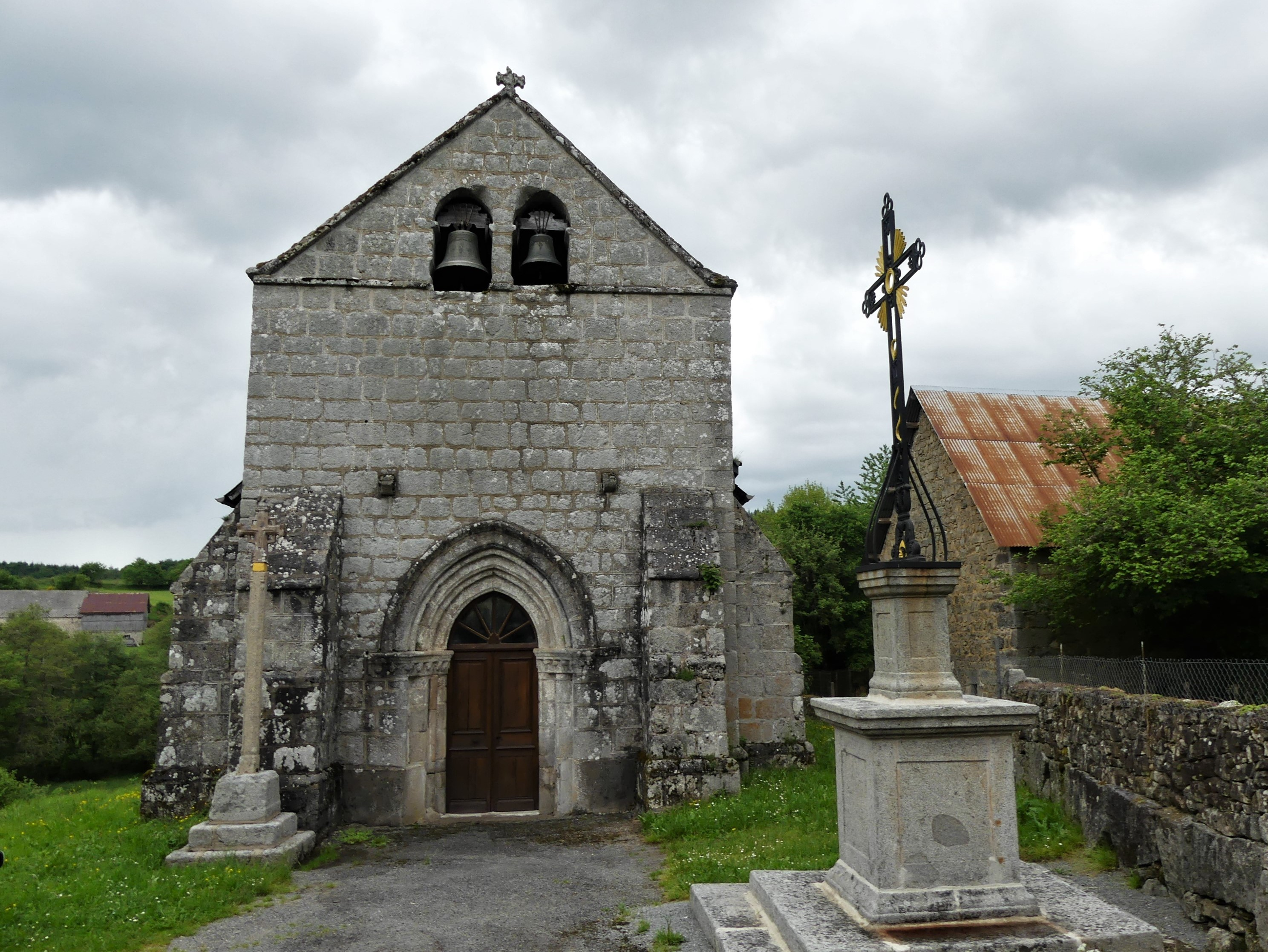
Kirche St. Peter und Paul

| Jahr      | 1962 | 1968 | 1975 | 1982 | 1990 | 1999 | 2008 | 2012 |
| --------- | ---- | ---- | ---- | ---- | ---- | ---- | ---- | ---- |
| Einwohner | 110  | 94   | 75   | 62   | 41   | 31   | 32   | 33   |